# Агапа (річка)
Ага́па — річка в Таймирському Долгано-Ненецькому районі, на півночі в Красноярського краю Росії, ліва притока Пясіни.

## Географія
Довжина 396 км, від витоку Верхньої Агапи — 530 км, площа басейну 26 тисяч км².
Річка утворюється при злитті річок Верхньої та Нижньої Агапи, протікає по Північно-Сибірській низовині. В басейні Агапи понад 13 тисяч озер загальною площею 1 445,7 км². Середні витрати води в нижній течії близько 310 м³/с.